# The Mitten
The Mitten är ett berg i Antarktis. Det ligger i Östantarktis. Nya Zeeland gör anspråk på området. Toppen på The Mitten är 1 775 meter över havet.
Terrängen runt The Mitten är kuperad åt nordost, men åt sydväst är den platt. Trakten är obefolkad. Det finns inga samhällen i närheten.